# Junior-VM i håndbold 2003 (kvinder)
 Junior-VM i håndbold 2003 for kvinder var håndboldmesterskab, der blev afholdt i 2003. Danmarks U/21-håndboldlandshold deltog og spillede ligeledes EM. Holdets toopscorer blev Josephine Touray[kilde mangler].
| Sport | Spire Denne artikel om sport er en spire som bør udbygges. Du er velkommen til at hjælpe Wikipedia ved at udvide den. |